# Piet van de Walle
Petrus Johannes Marie (Piet) van de Walle (Hulst, 12 november 1921 – Kortenhoef, 20 februari 2002) was een Nederlands politicus van de KVP en later het CDA.
Na de lts in zijn geboorteplaats te hebben doorlopen studeerde hij aan een machinistenschool om vervolgens machinist te worden op de grote vaart. Vanwege een langdurige ziekte moest hij werken op zee opgeven. Hierna studeerde hij elektrotechniek en begon Van de Walle een installatiebureau voor elektrotechniek. In 1970 werd hij wethouder in 's-Graveland en in augustus 1976 volgde daar zijn benoeming tot burgemeester terwijl het zeer ongebruikelijk is dat een wethouder in de eigen gemeente burgemeester wordt. Daarnaast was hij ook nog enige tijd lid van de Provinciale Staten van Noord-Holland. In 1983 werd de P.J.M. van de Walle-prijs ingesteld; een aanmoedigingsprijs voor culturele prestaties die relatie vertonen met Kortenhoef, 's-Graveland of Ankeveen. Van de Walle bleef burgemeester van 's-Graveland tot zijn pensionering in 1986. Begin 2002 overleed hij op 80-jarige leeftijd.